# La Saucelle
La Saucelle település Franciaországban, Eure-et-Loir megyében. Lakosainak száma 201 fő (2022. január 1.). La Saucelle Les Châtelets, Crucey-Villages, Louvilliers-lès-Perche, La Framboisière, La Puisaye és La Mancelière községekkel határos.

## Népesség
A település népességének változása:
| Lakosok száma | 162  | 145  | 167  | 174  | 189  | 195  | 197  | 197  | 204  | 201  |
|               | 1968 | 1990 | 2006 | 2011 | 2015 | 2016 | 2018 | 2019 | 2021 | 2022 |